# Lezama partido
Lezama egy partido Argentína középpontjától keletre, Buenos Aires tartományban. Székhelye Lezama.

## Népesség
A partido népességéről nem állnak rendelkezésre adatok, mivel a 2001-es népszámlálás idején a partido még nem létezett, 2010-ben pedig nem közöltek róla adatot.